# FC Vysočina Jihlava 2012/2013
Tento článek se podrobně zabývá soupiskou a statistikami týmu FC Vysočina Jihlava v sezoně 2012/2013.

## Letní změny v kádru

### Příchody
| Národnost | Jméno           | Odkud                         | Poznámka        |
| --------- | --------------- | ----------------------------- | --------------- |
| Česko     | Petr Filip      | FK Varnsdorf                  | konec hostování |
| Česko     | Jan Hanuš       | SK Slavia Praha               | hostování       |
| Česko     | Tomáš Josl      | Ruch Chorzów                  | přestup         |
| Česko     | Václav Koloušek | FC Zbrojovka Brno             | volný přestup   |
| Česko     | Jan Kosak       | FC Graffin Vlašim             | konec hostování |
| Česko     | Tomáš Marek     | FC Baník Ostrava              | přestup         |
| Česko     | Tomáš Rada      | Sivasspor                     | hostování       |
| Česko     | Ondřej Šourek   | TS Podbeskidzie Bielsko-Biała | přestup         |

### Odchody
| Národnost | Jméno             | Kam                         | Poznámka        |
| --------- | ----------------- | --------------------------- | --------------- |
| Česko     | Jan Dobrovolný    | FK Varnsdorf                | hostování       |
| Česko     | Petr Filip        | MSK Břeclav                 | hostování       |
| Česko     | Jan Halama        | SK Dynamo České Budějovice  | konec hostování |
| Česko     | David Helísek     | 1. SC Znojmo                | hostování       |
| Česko     | Petr Kolařík      | SK Slavia Praha             | konec hostování |
| Česko     | Martin Komárek    | SK Sigma Olomouc            | konec hostování |
| Česko     | Jan Procházka     | SK Sulko Zábřeh             | hostování       |
| Česko     | Jan Šilinger      | 1. SC Znojmo                | hostování       |
| Lotyšsko  | Maksims Uvarenko  | FK Ventspils                | konec smlouvy   |
| Česko     | David Vacek       | FC ŽĎAS Žďár nad Sázavou    | hostování       |
| Slovensko | Stanislav Velický | FK DAC 1904 Dunajská Streda | konec smlouvy   |
| Česko     | Michal Veselý     | SV Oberndorf                | konec smlouvy   |

### Testovaní hráči
V dresu Vysočiny se v létě objevila pětice testovaných hráčů – Slováci Marián Štrbák a Kristián Kolčák, Ukrajinec Pavlo Rudnyckyj, Chorvat Miroslav Konopek a Čech Tomáš Josl, který nakonec jako jediný uspěl. Štrbák a Rudnyckyj nastoupili do čtyř přípravných zápasů, Kolčák do dvou a Konopek pouze do jednoho zápasu. Josl nakonec i přes zranění zasáhl do pěti zápasů a jako jediný z testovaných hráčů se také gólově prosadil, když se trefil do sítě Bohemians 1905.
| Národnost  | Jméno            | Odkud                           |
| ---------- | ---------------- | ------------------------------- |
| Česko      | Tomáš Josl       | Ruch Chorzów                    |
| Slovensko  | Kristián Kolčák  | ŠK Slovan Bratislava            |
| Chorvatsko | Miroslav Konopek | NK Lokomotiva Zagreb            |
| Ukrajina   | Pavlo Rudnyckyj  | FK Varnsdorf                    |
| Slovensko  | Marián Štrbák    | FK Spartak Bánovce nad Bebravou |

## Letní přípravné zápasy

### Turnaj v Berouně
V rámci letní přípravy se Vysočina představila na turnaji v Berouně. Tady se postupně střetla s pražským Střížkovem (tehdy ještě Bohemians Praha) a Ústím nad Labem. Jihlava na turnaji obsadila poslední místo, když dokázala pouze remizovat s Ústím nad Labem (porážka na penalty).
| 5. července 2012        | FC Střížkov                      | 2 – 1 | FC Vysočina Jihlava | Beroun |  |
| 15:15 CET               | Tomáš Ondráček 36' Jiří Böhm 41' |       | 29' Muris Mešanović |        |  |
| Poznámky: Info o zápase |                                  |       |                     |        |  |

| 5. července 2012        | FK Ústí nad Labem                                                                                            | 0 – 0 (5 – 4) | FC Vysočina Jihlava                                                                    | Beroun |  |
| 16:30 CET               | Pavel Džuban -' (pen.) David Jukl -' (pen.) Radim Novák -' (pen.) Erik Daniel -' (pen.) Pavel Bína -' (pen.) |               | -' (pen.) Tomáš Kučera -' (pen.) Petr Filip -' (pen.) Lukáš Masopust -' (pen.) Gabriel |        |  |
| Poznámky: Info o zápase | |               |                                                                                        |        |  |

### Turnaj na Hluboké nad Vltavou
Po turnaji v Berouně zamířila Vysočina také na turnaj do Hluboké nad Vltavou. Tady ji nejprve čekalo druholigové Táborsko, nový tým vzniklý fúzí Sezimova Ústí a Tábora. Druhým soupeřem byly prvoligové České Budějovice. Ani na tomto turnaji se Jihlavě příliš nedařilo a dokázala pouze porazit na penalty České Budějovice.
| 14. července 2012       | FC MAS Táborsko               | 2 – 1 | FC Vysočina Jihlava | Hluboká nad Vltavou |  |
| 13:00 CET               | Peter Mráz 48' Lukáš Mach 73' |       | 26' Stanislav Tecl  |                     |  |
| Poznámky: Info o zápase |                               |       |                     |                     |  |

| 14. července 2012       | SK Dynamo České Budějovice                                           | 2 – 2 (2 – 4) | FC Vysočina Jihlava                                                                                               | Hluboká nad Vltavou |  |
| 16:00 CET               | Miroslav Marković 20', 50' (pen.), -' (pen.) Rudolf Otepka -' (pen.) |               | 18' (pen.), 25' Muris Mešanović -' (pen.) Marek Jungr -' (pen.) Jan Kosak -' (pen.) Gabriel -' (pen.) Jiří Fadrný |                     |  |
| Poznámky: Info o zápase |                                                                      |               | |                     |  |

### Ostatní přípravná utkání
V rámci ostatních letních přípravných zápasů se Vysočina utkala především s týmy ze Slovenska (Senica, Trenčín, Trnava) či druhé české ligy (Viktoria Žižkov, Pardubice, Bohemians 1905). Jihlava si z těchto zápasů odnesla bilanci 1 vítězství, 4 remízy a 1 porážka při celkovém skóre 8:8. V generálce na Gambrinus ligu byl jejím soupeřem bosenský Velež Mostar. Vysočina zápas hraný v rakouském Dobersdorfu zvládla a vyhrála 2:0.
| 23. června 2012         | FK Senica                                  | 2 – 0 | FC Vysočina Jihlava | Moravský Svätý Ján |  |
| 17:00 CET               | Rolando Blackburn 45+2' Jaroslav Černý 59' |       |                     |                    |  |
| Poznámky: Info o zápase |                                            |       |                     |                    |  |

| 27. června 2012         | FC Vysočina Jihlava | 0 – 0 | FK Viktoria Žižkov | Stadion TJ Dukovany |  |
| 16:30 CET               |                     |       |                    | Diváci: 100         |  |
| Poznámky: Info o zápase |                     |       |                    |                     |  |

| 30. června 2012         | FK AS Trenčín   | 1 – 3 | FC Vysočina Jihlava                               | Fotbalový stadion SK Rakvice 1932 |  |
| 17:00 CET               | Tomáš Malec 70' |       | 57' Muris Mešanović 64' Alois Zeman 85' Jan Kosak |                                   |  |
| Poznámky: Info o zápase |                 |       |                                                   |                                   |  |

| 7. července 2012        | FC Spartak Trnava                   | 2 – 2 | FC Vysočina Jihlava                    | Štadión Antona Malatinského |  |
| 19:00 CET               | Patrik Gross 17' Martin Mikovič 80' |       | 48' Muris Mešanović 57' Tomáš Sedláček |                             |  |
| Poznámky: Info o zápase |                                     |       |                                        |                             |  |

| 11. července 2012       | FK Pardubice                       | 2 – 2 | FC Vysočina Jihlava              | Lázně Bohdaneč |  |
| 17:30 CET               | Jakub Sklenář 29' David Petrus 30' |       | 52' Stanislav Tecl 86' Jan Kosak | Diváci: 550    |  |
| Poznámky: Info o zápase |                                    |       |                                  |                |  |

| 18. července 2012       | FC Vysočina Jihlava | 1 – 1 | Bohemians 1905      | Fotbalový stadion Na Stoupách |  |
| 11:00 CET               | Tomáš Josl 49'      |       | 47' Josef Jindřišek | Diváci: 250                   |  |
| Poznámky: Info o zápase |                     |       |                     |                               |  |

| 21. července 2012       | FK Velež Mostar | 0 – 2 | FC Vysočina Jihlava                 | Dobersdorf |  |
| 18:00 CET               |                 |       | 23' Muris Mešanović 67' Marek Jungr |            |  |
| Poznámky: Info o zápase |                 |       |                                     |            |  |

### Podzimní přátelský zápas
Říjnovou reprezentační přestávku se vedení Vysočiny rozhodlo využít k sehrání přátelského zápasu s Mladou Boleslaví. Utkání se uskutečnilo v ne zrovna tradiční fotbalový čas (11:00). Souboj nakonec, na rozdíl od ligového utkání v němž Jihlava vyhrála 3:1, skončil remízou 2:2.
| 12. října 2012          | FC Vysočina Jihlava                  | 2 – 2 | FK Mladá Boleslav                       | Stadion v Jiráskově ulici |  |
| 11:00 CET               | Lukáš Masopust 44' Ondřej Šourek 67' |       | 21' (pen.) Lukáš Magera 52' Marek Kulič | Diváci: 100               |  |
| Poznámky: Info o zápase |                                      |       |                                         |                           |  |

## Podzimní část "A" týmu
Do své druhé sezony v Gambrinus lize v historii vstoupila Vysočina smolnou remízou 3:3 na hřišti pražské Slavie, když v poločase vedla už 3:0 a ještě v poslední minutě držela těsný náskok 3:2. V nastavení však o dělbě bodů rozhodl Jan Vošahlík. Také další čtyři zápasy skončily remízou, vždy shodně 1:1. Teprve v 6. kole si Jihlava zajela pro první vítězství a to na hřiště Mladé Boleslavi. V této době také byla spolu se Spartou jediným týmem, který nepoznal hořkost porážky. V 7. kole se však situace změnila. Zatímco Jihlava doma porazila Baník Ostrava 3:2, pražská Sparta nestačila na Viktorii Plzeň (0:1). V dalším utkání Jihlavu čekalo derby na hřišti Brna, kde si připsala první porážku (1:5). Poté si sice spravila chuť vítězství 2:1 nad Příbramí, ale následovala série pěti zápasů bez vítězství. Nejprve nestačila na Teplice (1:3), následně remizovala se Spartou (1:1) a na Dukle (2:2) a porážku si připsala i soubojích s Jabloncem (0:1) a na Slovácku (0:3). V posledním domácím zápase podzimní části porazila díky brance mladíka Tomáše Kučery z 89. minuty České Budějovice (1:0) a následně venku smolně prohrála s Plzní 0:1.
Na podzim tak Jihlavě patřila 10. příčka s 19 body za 4 vítězství, 7 remíz a 5 porážek s celkovým skóre 21:27. Na sestupové 15. místo měla náskok pouhé 4 body.

### Statistiky hráčů "A" týmu – podzimní část
| Pozice | Jméno           | Zápasy |      |   | Vyloučení | Národnost           |
| B      | Jaromír Blažek  | 15     |      | 1 | 0         | Česko               |
| B      | Jan Hanuš       | 1      |      | 1 | 0         | Česko               |
| Pozice | Jméno           | Zápasy | Góly |   | Vyloučení | Národnost           |
| O      | Petar Gavrić    | 4      | 0    | 0 | 0         | Chorvatsko          |
| O      | Tomáš Josl      | 15     | 0    | 6 | 0         | Česko               |
| O      | Lukáš Kryštůfek | 4      | 0    | 1 | 0         | Česko               |
| O      | Igor Obert      | 9      | 1    | 2 | 0         | Slovensko           |
| O      | Ondřej Šourek   | 16     | 1    | 3 | 0         | Česko               |
| O      | Petr Tlustý     | 16     | 0    | 2 | 0         | Česko               |
| Z      | Marek Jungr     | 14     | 1    | 4 | 0         | Česko               |
| Z      | Karol Karlík    | 13     | 2    | 5 | 0         | Slovensko           |
| Z      | Václav Koloušek | 10     | 3    | 2 | 0         | Česko               |
| Z      | Jan Kosak       | 8      | 0    | 0 | 0         | Česko               |
| Z      | Tomáš Kučera    | 13     | 1    | 3 | 0         | Česko               |
| Z      | Lukáš Masopust  | 16     | 0    | 2 | 0         | Česko               |
| Z      | Tomáš Rada      | 12     | 0    | 6 | 0         | Česko               |
| Z      | Lukáš Vaculík   | 16     | 1    | 1 | 0         | Česko               |
| U      | Muris Mešanović | 11     | 0    | 0 | 0         | Bosna a Hercegovina |
| U      | Tomáš Sedláček  | 14     | 0    | 1 | 0         | Česko               |
| U      | Stanislav Tecl  | 11     | 10   | 1 | 0         | Česko               |

- hráči A-týmu bez jediného startu: Dalibor Rožník, Gabriel, Jan Kliment, Martin Štancl
- trenéři: František Komňacký
- asistenti: Josef Vrzáček, Marek Zúbek, Tomáš Jansa

### Ligové zápasy (podzim)
| 1. kolo 30. července 2012 | SK Slavia Praha                       | 3 – 3 | FC Vysočina Jihlava                                             | Synot Tip Arena |  |
| 18:00 CET                 | Jan Vošahlík 69', 90' Karol Kisel 22' |       | 08' Lukáš Vaculík 22' Václav Koloušek 45' (pen.) Stanislav Tecl | Diváci: 7 150   |  |
| Poznámky: Info o zápase   |                                       |       |                                                                 |                 |  |

| 2. kolo 5. srpna 2012   | FC Vysočina Jihlava | 1 – 1 | FC Viktoria Plzeň | Stadion v Jiráskově ulici |  |
| 19:15 CET               | Karol Karlík 15'    |       | 31' Daniel Kolář  | Diváci: 4 150             |  |
| Poznámky: Info o zápase |                     |       |                   |                           |  |

| 3. kolo 12. srpna 2012  | FC Hradec Králové | 1 – 1 | FC Vysočina Jihlava | Všesportovní stadion |  |
| 17:00 CET               | Jan Šisler 29'    |       | 6' Stanislav Tecl   | Diváci: 3 650        |  |
| Poznámky: Info o zápase |                   |       |                     |                      |  |

| 4. kolo 19. srpna 2012  | FC Slovan Liberec | 1 – 1 | FC Vysočina Jihlava | Stadion U Nisy |  |
| 15:00 CET               | Josef Šural 90+3' |       | 11' Marek Jungr     | Diváci: 2 900  |  |
| Poznámky: Info o zápase |                   |       |                     |                |  |

| 5. kolo 24. srpna 2012  | FC Vysočina Jihlava | 1 – 1 | SK Sigma Olomouc   | Stadion v Jiráskově ulici |  |
| 20:15 CET               | Stanislav Tecl 80'  |       | 27' Martin Doležal | Diváci: 3 590             |  |
| Poznámky: Info o zápase |                     |       |                    |                           |  |

| 6. kolo 2. září 2012    | FK Mladá Boleslav       | 1 – 3 | FC Vysočina Jihlava                               | Městský stadion |  |
| 17:00 CET               | Lukáš Magera 31' (pen.) |       | 7', 23' (pen.) Stanislav Tecl 86' Václav Koloušek | Diváci: 3 750   |  |
| Poznámky: Info o zápase |                         |       |                                                   |                 |  |

| 7. kolo 17. září 2012   | FC Vysočina Jihlava                                      | 3 – 2 | FC Baník Ostrava                    | Stadion v Jiráskově ulici |  |
| 18:00 CET               | Stanislav Tecl 26' Ondřej Šourek 28' Václav Koloušek 60' |       | 7' Dominik Kraut 44' Antonín Fantiš | Diváci: 4 075             |  |
| Poznámky: Info o zápase |                                                          |       |                                     |                           |  |

| 8. kolo 23. září 2012   | FC Zbrojovka Brno                                             | 5 – 1 | FC Vysočina Jihlava | Městský fotbalový stadion Srbská |  |
| 16:00 CET               | Petr Švancara 8', 54' Michal Škoda 13', 59' Luděk Pernica 88' |       | 53' Stanislav Tecl  | Diváci: 5 502                    |  |
| Poznámky: Info o zápase |                                                               |       |                     |                                  |  |

| 9. kolo 28. září 2012   | FC Vysočina Jihlava                               | 2 – 1 | 1. FK Příbram  | Stadion v Jiráskově ulici |  |
| 18:00 CET               | Zdeněk Koukal 02' (vl.) Stanislav Tecl 68' (pen.) |       | 83' Petr Trapp | Diváci: 3 970             |  |
| Poznámky: Info o zápase |                                                   |       |                |                           |  |

| 10. kolo 7. října 2012  | FK Teplice                                         | 3 – 1 | FC Vysočina Jihlava | Stadion Na Stínadlech |  |
| 18:00 CET               | Egon Vůch 10' Marek Jarolím 60' Jakub Podaný 90+2' |       | 42' Stanislav Tecl  | Diváci: 2 650         |  |
| Poznámky: Info o zápase |                                                    |       |                     |                       |  |

| 11. kolo 21. října 2012 | FC Vysočina Jihlava | 1 – 1 | AC Sparta Praha   | Stadion v Jiráskově ulici |  |
| 17:30 CET               | Stanislav Tecl 31'  |       | 11' Václav Kadlec | Diváci: 4 075             |  |
| Poznámky: Info o zápase |                     |       |                   |                           |  |

| 12. kolo 26. října 2012 | FK Dukla Praha                             | 2 – 2 | FC Vysočina Jihlava             | Na Julisce    |  |
| 18:00 CET               | Tomáš Berger 16' Zbyněk Pospěch 67' (pen.) |       | 26' Karol Karlík 47' Igor Obert | Diváci: 1 135 |  |
| Poznámky: Info o zápase |                                            |       |                                 |               |  |

| 13. kolo 2. listopadu 2012 | FC Vysočina Jihlava | 0 – 1 | FK Baumit Jablonec | Stadion v Jiráskově ulici |  |
| 20:15 CET                  |                     |       | 11' Jan Kopic      | Diváci: 3 490             |  |
| Poznámky: Info o zápase    |                     |       |                    |                           |  |

| 14. kolo 10. listopadu 2012 | 1. FC Slovácko                             | 3 – 0 | FC Vysočina Jihlava | Městský fotbalový stadion Miroslava Valenty |  |
| 17:00 CET                   | Libor Došek 29', 50' Vlastimil Daníček 70' |       |                     | Diváci: 4 358                               |  |
| Poznámky: Info o zápase     |                                            |       |                     |                                             |  |

| 15. kolo 16. listopadu 2012 | FC Vysočina Jihlava | 1 – 0 | SK Dynamo České Budějovice | Stadion v Jiráskově ulici |  |
| 18:00 CET                   | Tomáš Kučera 89'    |       |                            | Diváci: 2 890             |  |
| Poznámky: Info o zápase     |                     |       |                            |                           |  |

| 16. kolo 26. listopadu 2012 | FC Viktoria Plzeň | 1 – 0 | FC Vysočina Jihlava | Doosan Arena |  |
| 18:00 CET                   | Marek Bakoš 24'   |       |                     |              |  |
| Poznámky: Info o zápase     |                   |       |                     |              |  |

### Umístění po podzimní části
| Poř. | Tým                        | Z  | V | R | P | VG | OG | B  |
| ---- | -------------------------- | -- | - | - | - | -- | -- | -- |
| 8.   | 1. FC Slovácko             | 16 | 5 | 5 | 6 | 21 | 20 | 20 |
| 9.   | FC Slovan Liberec          | 16 | 5 | 4 | 7 | 22 | 25 | 19 |
| 10.  | FC Vysočina Jihlava        | 16 | 4 | 7 | 5 | 21 | 27 | 19 |
| 11.  | SK Slavia Praha            | 16 | 4 | 6 | 6 | 19 | 19 | 18 |
| 12.  | FC Baník Ostrava           | 16 | 4 | 5 | 7 | 22 | 28 | 17 |
| 13.  | FC Hradec Králové          | 16 | 3 | 7 | 6 | 17 | 20 | 16 |
| 14.  | FK Teplice                 | 16 | 4 | 4 | 8 | 17 | 25 | 16 |
| 15.  | SK Dynamo České Budějovice | 16 | 4 | 3 | 9 | 15 | 23 | 15 |
| 16.  | 1. FK Příbram              | 16 | 2 | 7 | 7 | 12 | 24 | 13 |

Poznámky:
- Z = Odehrané zápasy; V = Vítězství; R = Remízy; P = Prohry; VG = Vstřelené góly; OG = Obdržené góly; B = Body

|  | FC Vysočina Jihlava |
|  | Sestup do 2. ligy   |

## Zimní změny v kádru

### Příchody
| Národnost | Jméno          | Odkud                | Poznámka            |
| --------- | -------------- | -------------------- | ------------------- |
| Česko     | Jan Hanuš      | SK Slavia Praha      | přestup             |
| Česko     | Milan Kopic    | ŠK Slovan Bratislava | po skončení smlouvy |
| Česko     | Jan Šilinger   | 1. SC Znojmo         | konec hostování     |
| Slovensko | Arnold Šimonek | FC Nitra             | po skončení smlouvy |
| Česko     | Václav Tomeček | SK Sigma Olomouc     | hostování           |
| Česko     | David Vaněček  | FC Viktoria Plzeň    | hostování s opcí    |
| Česko     | Václav Vašíček | SK Sigma Olomouc     | hostování s opcí    |
| Slovensko | Peter Čvirik   | bez angažmá          | volný hráč          |

### Odchody
Strategie zimních přestupů Vysočiny záležela na tom, zda odejde či neodejde útočník a kapitán týmu Stanislav Tecl. Již krátce po skončení podzimní části Gambrinus ligy přistála na stole vedení Jihlavy nabídka od Viktorie Plzeň, údajně za 20 milionů korun. Sám Tecl tehdy přestup do Plzně vyloučil a řekl, že chce v Jihlavě hrát i na jaře. Vše se pravděpodobně změnilo během vánočních svátků, kdy měl trenér František Komňacký v rozhovoru pro Rádio Impuls oznámit, že s Teclem již pro jaro nepočítá. Dlouhou dobu se spekulovalo o možnosti zapojení Sparty do přestupu. Ta to ze začátku odmítala, ale krátce před koncem roku se do hry vložila. Tecl se měl stát součástí výměny, kdy by se stěhoval do Jablonce a z něho by na Letnou přišel David Lafata. Na začátku ledna nakonec Tecl zamířil do Plzně, kde podepsal smlouvu na 3,5 roku. Částka, za kterou přestoupil, nebyla nikdy zveřejněna, nicméně podle spekulací mohlo jít až o 30 milionů korun. Trochu stranou zájmu pak zůstal David Helísek, u něhož se hostování ve Znojmě změnilo v přestup. V březnu 2013 pak v týmu skončil i chorvatský obránce Petar Gavrić, který se s vedením dohodl na předčasném ukončení smlouvy a dne 6. dubna odešel útočník Tomáš Sedláček formou hostování pomoci Žďáru nad Sázavou k záchraně v MSFL. K 1. květnu 2013 byla ukončena smlouva i s brazilským obráncem Gabrielem.
| Národnost  | Jméno          | Kam                      | Poznámka         |
| ---------- | -------------- | ------------------------ | ---------------- |
| Brazílie   | Gabriel        | –                        | Ukončení smlouvy |
| Chorvatsko | Petar Gavrić   | –                        | Ukončení smlouvy |
| Česko      | David Helísek  | 1. SC Znojmo             | Přestup          |
| Česko      | Tomáš Sedláček | FC ŽĎAS Žďár nad Sázavou | Hostování        |
| Česko      | Stanislav Tecl | FC Viktoria Plzeň        | Přestup          |

### Testovaní hráči
Zimní testování hráčů se neslo ve znamení hledání náhrady za střelce Stanislava Tecla. Proto se na testech objevila hned pětice útočníků – Darko Bjedov, Marin Glasnović, Karel Kroupa ml., Gheorghe Ovseannicov a David Vaněček. Z nich nakonec uspěl jen poslední jmenovaný. Kromě toho se pozornost trenéra zaměřila také na obránce, kteří byli na testech dva – Milan Kopic a Michal Leibl – a uspěl pouze prvně jmenovaný. Michal Leibl se sice také ocitl na soupisce Jihlavy pro jarní část Gambrinus ligy, nakonec ho nahradil Peter Čvirik. Smůlu měl záložník Marek Šichor, který se objevil na testech v první vlně, ovšem hned na prvním tréninku se zranil a testy pro něho předčasně skončily.
| Národnost  | Jméno                | Odkud                |
| ---------- | -------------------- | -------------------- |
| Srbsko     | Darko Bjedov         | FK Timok Zajecar     |
| Chorvatsko | Marin Glasnović      | SK Zápy              |
| Česko      | Milan Kopic          | ŠK Slovan Bratislava |
| Česko      | Karel Kroupa         | FC Nitra             |
| Česko      | Michal Leibl         | FK Baník Souš        |
| Moldavsko  | Gheorghe Ovseannicov | FC Olimpia Bălţi     |
| Česko      | Marek Šichor         | SK Sulko Zábřeh      |
| Česko      | David Vaněček        | FC Viktoria Plzeň    |

## Zimní přípravné zápasy
Jelikož většinu zimního přípravného období zabrala Tipsport liga a také soustředění v Turecku, stihla Vysočina odehrát jen dva další přípravné zápasy. V něm se nejprve utkala s rakouskou Admirou Mödling, které oplatila loňskou porážku, a poté i s druholigovým Varnsdorfem, se kterým utrpěla třetí porážku v řadě.
| 22. ledna 2013          | FC Trenkwalder Admira Mödling | 0 – 3 | FC Vysočina Jihlava                                 | Trenkwalder-Arena |  |
| 14:00 CET               |                               |       | 27' Tomáš Rada 50' Ondřej Šourek 59' Václav Tomeček | Diváci: 50        |  |
| Poznámky: Info o zápase |                               |       |                                                     |                   |  |

| 30. ledna 2013          | FK Varnsdorf        | 1 – 0 | FC Vysočina Jihlava | Nymburk    |  |
| 13:00 CET               | 13' Nikolas Daníček |       |                     | Diváci: 20 |  |
| Poznámky: Info o zápase |                     |       |                     |            |  |

### Soustředění v Turecku
Poprvé v historii odjela Vysočina v zimě na soustředění do zahraničí. Jejím útočištěm se stalo turecké město Antalya. Během soustředění se Jihlava utkala se srbským Radem Bělehrad, ukrajinským Kryvbasem Kryvyj Rih a polskou Jagiellonií Białystok. Posledním soupeřem měl být původně maďarský Paksi SE, na poslední chvíli však došlo ke změně a soupeřem byl rumunský Gaz Metan Mediaș. Z Turecka odjížděla Vysočina s bilancí 4 výher při celkovém skóre 14:5.
| 5. února 2013           | FK Rad Bělehrad | 1 – 4 | FC Vysočina Jihlava                                                            | Antalya, Turecko |  |
| 16:30 CET               | Luković 81'     |       | 35' (pen.) Lukáš Vaculík 47' Václav Tomeček 52' Lukáš Masopust 71' Marek Jungr |                  |  |
| Poznámky: Info o zápase |                 |       |                                                                                |                  |  |

| 7. února 2013           | FC Kryvbas Kryvyj Rih | 1 – 2 | FC Vysočina Jihlava              | Antalya, Turecko |  |
| 14:30 CET               | Michel Babatunde 70'  |       | 40' Marek Jungr 85' Karol Karlík |                  |  |
| Poznámky: Info o zápase |                       |       |                                  |                  |  |

| 9. února 2013           | Jagiellonia Białystok                  | 2 – 5 | FC Vysočina Jihlava                                                     | Antalya, Turecko |  |
| 16:30 CET               | Tomasz Frankowski 15' Kim Min-Kyun 23' |       | 40', 62' Jan Kliment 8' David Vaněček 65' Marek Jungr 87' Ondřej Šourek |                  |  |
| Poznámky: Info o zápase |                                        |       |                                                                         |                  |  |

| 12. února 2013          | CS Gaz Metan Mediaș | 1 – 3 | FC Vysočina Jihlava                    | Antalya, Turecko |  |
| 15:30 CET               | ? 61'               |       | 10', 38' Marek Jungr 60' David Vaněček |                  |  |
| Poznámky: Info o zápase |                     |       |                                        |                  |  |

### Generálka na ligu
Generálku na jarní část Gambrinus ligy měla pro původně představovat odveta osmifinále Poháru České pošty s pražskou Spartou. Po přeložení tohoto zápasu na 5. března si Jihlava pozvala Táborsko, se kterým se naposledy utkala v letní přípravě na turnaji v Hluboké na Vltavou, kde prohrála 1:2. A Táborsko se z výhry radovalo i tentokrát.
| 16. února 2013          | FC Vysočina Jihlava                 | 2 – 3 | FC MAS Táborsko                                        | Stadion v Jiráskově ulici |  |
| 17:00 CET               | Karol Karlík 11' Václav Tomeček 55' |       | 10' Vladimír Dobal 45' Antonín Presl 53' Martin Sladký | Diváci: 200               |  |
| Poznámky: Info o zápase |                                     |       |                                                        |                           |  |

## Tipsport liga
Vysočina Jihlava vstupovala do Tipsport ligy jako obhájce celkového vítězství z roku 2012. V základní skupině, hrané ve Sportovním centru v Brně-Ivanovicích, se utkala s prvoligovou Zbrojovkou Brno a Slováckem a druholigovým Fastavem Zlín a Znojmem. Ve skupině ztratila body pouze v zápase se Zlínem, kdy uhrála remízu 1:1. V semifinále, hraném v areálu Český lev Union Beroun nestačila na Sigmu Olomouc a po porážce 1:3 obsadila spolu s Hradcem Králové dělené 3. místo.
| základní skupina 9. ledna 2013 | FC Zbrojovka Brno | 0 – 4 | FC Vysočina Jihlava                                                                 | Sportovní centrum Brno-Ivanovice |  |
| 13:00 CET                      |                   |       | 23' Lukáš Vaculík 28' (vl.) Luděk Pernica 70' Ondřej Šourek 71' (pen.) Karol Karlík | Diváci: 150                      |  |
| Poznámky: Info o zápase        |                   |       |                                                                                     |                                  |  |

| základní skupina 12. ledna 2013 | FC Fastav Zlín             | 1 – 1 | FC Vysočina Jihlava | Sportovní centrum Brno-Ivanovice |  |
| 13:00 CET                       | Pavel Malcharek 74' (pen.) |       | 35' Marin Glasnović | Diváci: 100                      |  |
| Poznámky: Info o zápase         |                            |       |                     |                                  |  |

| základní skupina 16. ledna 2013 | 1. FC Slovácko | 0 – 4 | FC Vysočina Jihlava                                     | Sportovní centrum Brno-Ivanovice |  |
| 13:00 CET                       |                |       | 66', 75' David Vaněček 46' Jan Kosak 49' Václav Vašíček | Diváci: 50                       |  |
| Poznámky: Info o zápase         |                |       |                                                         |                                  |  |

| základní skupina 19. ledna 2013 | FC Vysočina Jihlava                    | 2 – 1 | 1. SC Znojmo           | Sportovní centrum Brno-Ivanovice |  |
| 11:00 CET                       | David Vaněček 08' Jan Kosak 61' (pen.) |       | 37' (pen.) Todor Yonov | Diváci: 50                       |  |
| Poznámky: Info o zápase         |                                        |       |                        |                                  |  |

| semifinále 26. ledna 2013 | SK Sigma Olomouc                                      | 3 – 1 | FC Vysočina Jihlava | Areál Český lev Union Beroun |  |
| 13:00 CET                 | Martin Doležal 18' Martin Šindelář 31' Jakub Petr 80' |       | 43' Tomáš Marek     |                              |  |
| Poznámky: Info o zápase   |                                                       |       |                     |                              |  |

## Jarní část – "A" tým

### Statistiky hráčů "A" týmu – jarní část
| Pozice | Jméno           | Zápasy |      |   | Vyloučení | Národnost           |
| B      | Jaromír Blažek  | 13     |      | 1 | 0         | Česko               |
| B      | Jan Hanuš       | 1      |      | 0 | 0         | Česko               |
| Pozice | Jméno           | Zápasy | Góly |   | Vyloučení | Národnost           |
| O      | Peter Čvirik    | 10     | 0    | 2 | 0         | Slovensko           |
| O      | Tomáš Josl      | 8      | 0    | 2 | 0         | Česko               |
| O      | Tomáš Marek     | 11     | 1    | 2 | 1         | Česko               |
| O      | Igor Obert      | 2      | 0    | 1 | 0         | Slovensko           |
| O      | Ondřej Šourek   | 12     | 1    | 3 | 0         | Česko               |
| O      | Petr Tlustý     | 14     | 0    | 1 | 0         | Česko               |
| Z      | Marek Jungr     | 13     | 2    | 3 | 0         | Česko               |
| Z      | Karol Karlík    | 10     | 2    | 3 | 2         | Slovensko           |
| Z      | Jan Kliment     | 9      | 1    | 0 | 0         | Česko               |
| Z      | Václav Koloušek | 12     | 1    | 1 | 0         | Česko               |
| Z      | Jan Kosak       | 10     | 0    | 0 | 0         | Česko               |
| Z      | Tomáš Kučera    | 6      | 0    | 1 | 0         | Česko               |
| Z      | Lukáš Masopust  | 13     | 1    | 0 | 0         | Česko               |
| Z      | Tomáš Rada      | 12     | 1    | 3 | 0         | Česko               |
| Z      | Václav Tomeček  | 5      | 0    | 0 | 0         | Česko               |
| Z      | Lukáš Vaculík   | 13     | 2    | 4 | 0         | Česko               |
| U      | Muris Mešanović | 1      | 0    | 0 | 0         | Bosna a Hercegovina |
| U      | Arnold Šimonek  | 13     | 3    | 0 | 0         | Slovensko           |
| U      | David Vaněček   | 6      | 0    | 0 | 0         | Česko               |
| U      | Václav Vašíček  | 2      | 0    | 0 | 0         | Česko               |

- hráči A-týmu bez jediného startu: Dalibor Rožník, Gabriel, Petar Gavrić, Milan Kopic, Lukáš Kryštůfek, Jan Šilinger, Tomáš Sedláček
- trenéři: František Komňacký
- asistenti: Josef Vrzáček, Marek Zúbek, Tomáš Jansa

### Ligové zápasy (jaro)
| 17. kolo 22. února 2013 | FC Vysočina Jihlava | 0 – 0 | FC Hradec Králové | Stadion v Jiráskově ulici |  |
| 18:00 CET               |                     |       |                   | Diváci: 2.290             |  |
| Poznámky: Info o zápase |                     |       |                   |                           |  |

| 18. kolo 1. března 2013 | FC Vysočina Jihlava | 0 – 0 | FC Slovan Liberec | Stadion v Jiráskově ulici |  |
| 18:00 CET               |                     |       |                   | Diváci: 2.560             |  |
| Poznámky: Info o zápase |                     |       |                   |                           |  |

| 19. kolo 9. března 2013 | SK Sigma Olomouc                                         | 3 – 0 | FC Vysočina Jihlava | Andrův stadion |  |
| 17:40 CET               | Michal Ordoš 49' Jan Schulmeister 51' Martin Doležal 54' |       |                     | Diváci: 4.504  |  |
| Poznámky: Info o zápase |                                                          |       |                     |                |  |

| 20. kolo 18. března 2013 | FC Vysočina Jihlava | odloženo | FK Mladá Boleslav | Stadion v Jiráskově ulici |  |
| 17:00 CET                |                     |          |                   |                           |  |
| Poznámky: Info o zápase  |                     |          |                   |                           |  |

| 20. kolo 23. března 2013 | FC Vysočina Jihlava | 1 – 0 | FK Mladá Boleslav | Stadion v Jiráskově ulici |  |
| 16:00 CET                | Tomáš Rada 50'      |       |                   | Diváci: 2.370             |  |
| Poznámky: Info o zápase  |                     |       |                   |                           |  |

| 21. kolo 1. dubna 2013  | FC Baník Ostrava | odloženo | FC Vysočina Jihlava | Bazaly |  |
| 16:00 CET               |                  |          |                     |        |  |
| Poznámky: Info o zápase |                  |          |                     |        |  |

| 22. kolo 8. dubna 2013  | FC Vysočina Jihlava                  | 2 – 0 | FC Zbrojovka Brno | Stadion v Jiráskově ulici |  |
| 18:00 CET               | Ondřej Šourek 28' Arnold Šimonek 56' |       |                   | Diváci: 2.750             |  |
| Poznámky: Info o zápase |                                      |       |                   |                           |  |

| 23. kolo 13. dubna 2013 | 1. FK Příbram                     | 2 – 2 | FC Vysočina Jihlava                 | Na Litavce    |  |
| 16:00 CET               | Petr Trapp 19' Daniel Tarczal 55' |       | 16' Karol Karlík 44' Lukáš Masopust | Diváci: 3.350 |  |
| Poznámky: Info o zápase |                                   |       |                                     |               |  |

| 24. kolo 19. dubna 2013 | FC Vysočina Jihlava | 1 – 1 | FK Teplice           | Stadion v Jiráskově ulici |  |
| 18:00 CET               | Jan Kliment 88'     |       | 72' Aidin Mahmutović | Diváci: 3.043             |  |
| Poznámky: Info o zápase |                     |       |                      |                           |  |

| 21. kolo 23. dubna 2013 | FC Baník Ostrava   | 1 – 0 | FC Vysočina Jihlava | Bazaly        |  |
| 17:00 CET               | Antonín Fantiš 35' |       |                     | Diváci: 5.890 |  |
| Poznámky: Info o zápase |                    |       |                     |               |  |

| 25. kolo 26. dubna 2013 | AC Sparta Praha                   | 2 – 2 | FC Vysočina Jihlava                      | Generali Arena |  |
| 20:15 CET               | David Lafata 74' Roman Bednář 75' |       | 65' (vl.) Jiří Jarošík 67' Lukáš Vaculík | Diváci: 11.695 |  |
| Poznámky: Info o zápase |                                   |       |                                          |                |  |

| 26. kolo 3. května 2013 | FC Vysočina Jihlava | 1 – 1 | FK Dukla Praha  | Stadion v Jiráskově ulici |  |
| 18:00 CET               | Karol Karlík 31'    |       | 87' Tomáš Borek | Diváci: 2.689             |  |
| Poznámky: Info o zápase |                     |       |                 |                           |  |

| 27. kolo 12. května 2013 | FK Baumit Jablonec | 1 – 1 | FC Vysočina Jihlava | Chance Arena  |  |
| 15:00 CET                | Michal Hubník 60'  |       | 57' Marek Jungr     | Diváci: 3.057 |  |
| Poznámky: Info o zápase  |                    |       |                     |               |  |

| 28. kolo 22. května 2013 | FC Vysočina Jihlava | 1 – 1 | 1. FC Slovácko  | Stadion v Jiráskově ulici |  |
| 18:00 CET                | Arnold Šimonek 31'  |       | 36' Libor Došek | Diváci: 3.056             |  |
| Poznámky: Info o zápase  |                     |       |                 |                           |  |

| 29. kolo 26. května 2013 | SK Dynamo České Budějovice      | 2 – 1 | FC Vysočina Jihlava | Fotbalový stadion Střelecký ostrov |  |
| 18:00 CET                | Roman Wermke 44' Jan Halama 89' |       | 40' Marek Jungr     | Diváci: 2.375                      |  |
| Poznámky: Info o zápase  |                                 |       |                     |                                    |  |

| 30. kolo 1. června 2013 | FC Vysočina Jihlava                                   | 3 – 1 | SK Slavia Praha   | Stadion v Jiráskově ulici |  |
| 17:00 CET               | Lukáš Vaculík 24' Václav Koloušek 30' Tomáš Marek 40' |       | 33' David Hubáček | Diváci: 3.690             |  |
| Poznámky: Info o zápase |                                                       |       |                   |                           |  |

### Konečné umístění v lize
| Poř. | Tým                        | Z  | V  | R  | P  | VG | OG | B  |
| ---- | -------------------------- | -- | -- | -- | -- | -- | -- | -- |
| 8.   | FK Mladá Boleslav          | 30 | 10 | 8  | 12 | 34 | 41 | 38 |
| 9.   | 1. FC Slovácko             | 30 | 10 | 7  | 15 | 37 | 41 | 37 |
| 10.  | FC Vysočina Jihlava        | 30 | 7  | 15 | 8  | 36 | 42 | 36 |
| 11.  | 1. FK Příbram              | 30 | 7  | 11 | 12 | 27 | 39 | 32 |
| 12.  | FK Teplice                 | 30 | 8  | 8  | 14 | 36 | 47 | 32 |
| 13.  | FC Zbrojovka Brno          | 30 | 9  | 5  | 16 | 34 | 53 | 32 |
| 14.  | FC Baník Ostrava           | 30 | 7  | 8  | 15 | 34 | 44 | 29 |
| 15.  | SK Dynamo České Budějovice | 30 | 7  | 5  | 18 | 24 | 49 | 26 |
| 16.  | FC Hradec Králové          | 30 | 5  | 10 | 15 | 27 | 44 | 25 |

Poznámky:
- Z = Odehrané zápasy; V = Vítězství; R = Remízy; P = Prohry; VG = Vstřelené góly; OG = Obdržené góly; B = Body

|  | FC Vysočina Jihlava |
|  | Sestup do 2. ligy   |

## Pohár České pošty

### Statistiky hráčů
| Pozice | Jméno           | Zápasy |      | Národnost           |
| B      | Jan Hanuš       | 4      |      | Česko               |
| Pozice | Jméno           | Zápasy | Góly | Národnost           |
| O      | Peter Čvirik    | 1      | 0    | Slovensko           |
| O      | Petar Gavrić    | 3      | 0    | Chorvatsko          |
| O      | Tomáš Josl      | 3      | 0    | Česko               |
| O      | Tomáš Marek     | 1      | 0    | Česko               |
| O      | Igor Obert      | 3      | 1    | Slovensko           |
| O      | Ondřej Šourek   | 4      | 0    | Česko               |
| O      | Petr Tlustý     | 3      | 0    | Česko               |
| Z      | Marek Jungr     | 3      | 0    | Česko               |
| Z      | Karol Karlík    | 3      | 0    | Slovensko           |
| Z      | Jan Kliment     | 1      | 0    | Česko               |
| Z      | Václav Koloušek | 2      | 1    | Česko               |
| Z      | Jan Kosak       | 4      | 0    | Česko               |
| Z      | Tomáš Kučera    | 3      | 0    | Česko               |
| Z      | Lukáš Masopust  | 4      | 0    | Česko               |
| Z      | Tomáš Rada      | 3      | 0    | Česko               |
| Z      | Václav Tomeček  | 1      | 0    | Česko               |
| Z      | Lukáš Vaculík   | 4      | 0    | Česko               |
| U      | Muris Mešanović | 2      | 2    | Bosna a Hercegovina |
| U      | Tomáš Sedláček  | 2      | 0    | Česko               |
| U      | Arnold Šimonek  | 1      | 0    | Slovensko           |
| U      | Stanislav Tecl  | 2      | 2    | Česko               |

- hráči A-týmu bez jediného startu: Jaromír Blažek, Gabriel, Lukáš Kryštůfek, Martin Štancl
- trenéři: František Komňacký
- asistenti: Josef Vrzáček, Marek Zúbek, Tomáš Jansa

### Zápasy v poháru
| 2. kolo 29. srpna 2012  | TJ Svitavy       | 1 – 2 | FC Vysočina Jihlava     | Svitavský stadion |  |
| 17:00 CET               | Michal Belej 87' |       | 8', 86' Muris Mešanović | Diváci: 1.320     |  |
| Poznámky: Info o zápase |                  |       |                         |                   |  |

| 3. kolo 3. října 2012   | FC Fastav Zlín | 2 – 2 (4 – 5) | FC Vysočina Jihlava | Stadion Letná |  |
| 17:00 CET               | Lukáš Holík 46' Radim Bublák 58' Robert Matejov -' (pen.) Lukáš Motal -' (pen.) Lukáš Železník -' (pen.) Pavel Elšík -' (pen.) |               | 14' (pen.), 45+1' (-), pen.' Stanislav Tecl -' (pen.) Lukáš Vaculík -' (pen.) Jan Kosak -' (pen.) Marek Jungr -' (pen.) Václav Koloušek | Diváci: 850   |  |
| Poznámky: Info o zápase | |               | |               |  |

| osmifinále (1. zápas) 29. listopadu 2012 | FC Vysočina Jihlava | 1 – 1 | AC Sparta Praha     | Stadion v Jiráskově ulici |  |
| 17:00 CET                                | Igor Obert 4'       |       | 45' Tomáš Zápotočný | Diváci: 2.285             |  |
| Poznámky: Info o zápase                  |                     |       |                     |                           |  |

| osmifinále (2. zápas) 5. března 2013 | AC Sparta Praha                                                                       | 1 – 1 (3 – 2) | FC Vysočina Jihlava                                                     | Generali Arena |  |
| 18:00 CET                            | Roman Bednář 34' Mario Holek -' (pen.) Václav Kadlec -' (pen.) David Lafata -' (pen.) |               | 23' (pen.) Václav Koloušek -' (pen.) Jan Kosak -' (pen.) Václav Tomeček | Diváci: 1.428  |  |
| Poznámky: Info o zápase              |                                                                                       |               |                                                                         |                |  |

## Juniorský tým

### Podzimní část

#### Statistiky hráčů – podzimní část
| Pozice | Jméno           | Zápasy |      | Národnost           |
| B      | Martin Matiášek | 6      |      | Česko               |
| B      | Jan Hanuš       | 4      |      | Česko               |
| B      | Dalibor Rožník  | 7      |      | Slovensko           |
| Pozice | Jméno           | Zápasy | Góly | Národnost           |
| O      | Radek Cipruš    | 11     | 0    | Česko               |
| O      | Jiří Fadrný     | 12     | 0    | Česko               |
| O      | Petr Filip      | 5      | 1    | Česko               |
| O      | Gabriel         | 1      | 0    | Brazílie            |
| O      | Lukáš Kryštůfek | 7      | 0    | Česko               |
| O      | Ivan Stupak     | 1      | 0    | Rusko               |
| O      | Vojtěch Šandera | 3      | 0    | Česko               |
| O      | Jan Šilinger    | 4      | 0    | Česko               |
| O      | Martin Vokoun   | 13     | 0    | Česko               |
| O      | Jan Vonásek     | 8      | 0    | Česko               |
| Z      | Lukáš Hráček    | 3      | 0    | Česko               |
| Z      | Enes Kazić      | 2      | 0    | Bosna a Hercegovina |
| Z      | Jan Kliment     | 15     | 3    | Česko               |
| Z      | Jan Kosak       | 6      | 3    | Česko               |
| Z      | Tomáš Kučera    | 2      | 0    | Česko               |
| Z      | Ondřej Přibyl   | 13     | 0    | Česko               |
| Z      | Pavel Sodomka   | 12     | 0    | Česko               |
| Z      | Radim Šuta      | 14     | 0    | Česko               |
| Z      | Jan Urbánek     | 16     | 2    | Česko               |
| Z      | David Vacek     | 4      | 0    | Česko               |
| Z      | Jakub Vodáček   | 5      | 1    | Česko               |
| Z      | Zozulja         | 1      | 0    | Rusko               |
| U      | Daniel Kavka    | 14     | 7    | Česko               |
| U      | Jan Koudelka    | 14     | 2    | Česko               |
| U      | Martin Štancl   | 15     | 1    | Česko               |
| U      | Alois Zeman     | 15     | 0    | Česko               |

- hráči juniorského týmu bez jediného startu: David Mlčoch
- trenéři: Pavel Procházka
- asistenti: Michal Veselý

#### Ligové zápasy (podzim)
| 1. kolo 1. srpna 2012   | SK Slavia Praha       | 1 – 1 | FC Vysočina Jihlava | Synot Tip Arena |  |
| 17:00 CET               | Zoran Milutinović 21' |       | 42' Daniel Kavka    |                 |  |
| Poznámky: Info o zápase |                       |       |                     |                 |  |

| 2. kolo 7. srpna 2012   | FC Vysočina Jihlava               | 2 – 0 | FK Dukla Praha | Stadion Na Stoupách |  |
| 16:00 CET               | Jan Urbánek 79' Jakub Vodáček 88' |       |                | Diváci: 100         |  |
| Poznámky: Info o zápase |                                   |       |                |                     |  |

| 3. kolo 13. srpna 2012  | FK Mladá Boleslav | 0 – 2 | FC Vysočina Jihlava                     | Městský stadion |  |
| 15:00 CET               |                   |       | 64' Jan Kliment 29' (vl.) David Šťastný |                 |  |
| Poznámky: Info o zápase |                   |       |                                         |                 |  |

| 4. kolo 21. srpna 2012  | FC Vysočina Jihlava | 1 – 2 | FC Hradec Králové                 | Stadion Na Stoupách |  |
| 16:00 CET               | Jan Kliment 48'     |       | 45' Asim Zec 54' (vl.) Petr Filip | Diváci: 100         |  |
| Poznámky: Info o zápase |                     |       |                                   |                     |  |

| 5. kolo 28. srpna 2012  | FC Vysočina Jihlava                                             | 4 – 3 | FC Baník Ostrava                                 | Stadion Na Stoupách |  |
| 16:00 CET               | Jan Koudelka 7' Petr Filip 35' Jan Urbánek 80' Daniel Kavka 87' |       | 64', 77' Rafael Burgos 86' (vl.) Martin Matiášek | Diváci: 100         |  |
| Poznámky: Info o zápase |                                                                 |       |                                                  |                     |  |

| 6. kolo 3. září 2012    | SK Sigma Olomouc                                             | 4 – 0 | FC Vysočina Jihlava | Andrův stadion |  |
| 16:00 CET               | Marek Schmidt 20', 33' Jaroslav Svozil 22' Martin Soušek 54' |       |                     | Diváci: 150    |  |
| Poznámky: Info o zápase |                                                              |       |                     |                |  |

| 7. kolo 11. září 2012   | FC Vysočina Jihlava | 0 – 2 | FC Zbrojovka Brno     | Stadion Na Stoupách |  |
| 16:00 CET               |                     |       | 59', 84' Martin Levai | Diváci: 100         |  |
| Poznámky: Info o zápase |                     |       |                       |                     |  |

| 8. kolo 17. září 2012   | FC Slovan Liberec                                                  | 5 – 3 | FC Vysočina Jihlava                                 | Stadion U Nisy |  |
| 13:00 CET               | Ondřej Soběslav 32', 71' Martin Jánošík 35', 41' Zbyněk Musiol 24' |       | 13' Martin Štancl 18' Jiří Fadrný 27' Ondřej Přibyl | Diváci: 80     |  |
| Poznámky: Info o zápase |                                                                    |       |                                                     |                |  |

| 9. kolo 25. září 2012   | FC Vysočina Jihlava | 1 – 0 | AC Sparta Praha | Stadion Na Stoupách |  |
| 16:00 CET               | Jan Kliment 82'     |       |                 | Diváci: 100         |  |
| Poznámky: Info o zápase |                     |       |                 |                     |  |

| 10. kolo 1. října 2012  | FC Viktoria Plzeň | 1 – 2 | FC Vysočina Jihlava            | Doosan Arena |  |
| 16:00 CET               | Daniel Černý 88'  |       | 23' Jan Kosak 54' Jan Koudelka |              |  |
| Poznámky: Info o zápase |                   |       |                                |              |  |

| 11. kolo 9. října 2012  | FC Vysočina Jihlava | 1 – 0 | Bohemians 1905 | Stadion v Jiráskově ulici |  |
| 15:00 CET               | Jan Kosak 03'       |       |                | Diváci: 50                |  |
| Poznámky: Info o zápase |                     |       |                |                           |  |

| 12. kolo 15. října 2012 | FC MAS Táborsko                      | 2 – 0 | FC Vysočina Jihlava | Stadion v Kvapilově ulici |  |
| 15:30 CET               | Josef Kluzák 20' Jaroslav Prášek 58' |       |                     |                           |  |
| Poznámky: Info o zápase |                                      |       |                     |                           |  |

| 13. kolo 23. října 2012 | FC Vysočina Jihlava            | 2 – 2 | FK Teplice                     | Stadion v Jiráskově ulici |  |
| 15:00 CET               | Daniel Kavka 10' Jan Kosak 20' |       | 9' Karel Kodeš 88' Aldin Čejić | Diváci: 80                |  |
| Poznámky: Info o zápase |                                |       |                                |                           |  |

| 14. kolo 30. října 2012 | SK Dynamo České Budějovice | 1 – 1 | FC Vysočina Jihlava    | Fotbalový stadion Střelecký ostrov |  |
| 13:00 CET               | Daniel Vaněk 35'           |       | 44' (vl.) Jiří Novotný | Diváci: 50                         |  |
| Poznámky: Info o zápase |                            |       |                        |                                    |  |

| 15. kolo 6. listopadu 2012 | FC Vysočina Jihlava                                   | 4 – 2 | 1. FC Slovácko                        | Stadion v Jiráskově ulici |  |
| 14:00 CET                  | Daniel Kavka 14', 77' Jan Urbánek 36' Jan Kliment 87' |       | 20' Radim Kleiber 44' Daniel Fojtášek | Diváci: 50                |  |
| Poznámky: Info o zápase    |                                                       |       |                                       |                           |  |

| 16. kolo 12. listopadu 2012 | FK Baumit Jablonec                                                         | 5 – 0 | FC Vysočina Jihlava | Chance Arena |  |
| 14:00 CET                   | Milan Vukovič 37', 65' Dominik Simerský 25' Jakub Šidlo 43' Josef Just 62' |       |                     |              |  |
| Poznámky: Info o zápase     |                                                                            |       |                     |              |  |

| 17. kolo 20. listopadu 2012 | FC Vysočina Jihlava         | 2 – 2 | 1. FK Příbram                   | Stadion Na Stoupách |  |
| 14:00 CET                   | Daniel Kavka 7', 37' (pen.) |       | 20' Pavel Pilík 50' Filip Řezáč | Diváci: 50          |  |
| Poznámky: Info o zápase     |                             |       |                                 |                     |  |

### Zimní změny v kádru

#### Příchody
| Národnost | Jméno           | Odkud                    | Poznámka            |
| --------- | --------------- | ------------------------ | ------------------- |
| Česko     | Petr Císař      | FC Slavoj Třešť          | Konec hostování     |
| Česko     | Luboš Košulič   | FC Zbrojovka Brno        | Hostování           |
| Česko     | Jindřich Kučera | FK Havlíčkův Brod        | Konec hostování     |
| Česko     | Martin Marák    | ŠSK Bílovec              | Hostování           |
| Česko     | Martin Štancl   | FC Vysočina Jihlava      | Přeřazen z "A" týmu |
| Česko     | David Vacek     | FC ŽĎAS Žďár nad Sázavou | Konec hostování     |
| Česko     | Alois Zeman     | FC Vysočina Jihlava      | Přeřazen z "A" týmu |

#### Odchody
| Národnost | Jméno          | Kam                      | Poznámka        |
| --------- | -------------- | ------------------------ | --------------- |
| Česko     | Radek Cipruš   | FC ŽĎAS Žďár nad Sázavou | Hostování       |
| Česko     | Petr Filip     | SK Sulko Zábřeh          | Hostování       |
| Česko     | Jan Procházka  | FK Arsenal Česká Lípa    | Hostování       |
| Česko     | Ondřej Přibyl  | TJ Slavoj TKZ Polná      | Hostování       |
| Česko     | Pavel Sodomka  | SFK Vrchovina            | Konec hostování |
| Česko     | Vojtěch Šander | FK Čáslav                | Hostování       |

### Zimní přípravné zápasy
| 16. leden 2013          | 1. SC Znojmo                                                          | 4 – 3 | FC Vysočina Jihlava                           | TCM Brněnské Ivanovice |  |
| 09:15 CET               | Tomáš Lukáš ?' Alexa Andrejević ?' Adam Ševčík ?' Oldřich Kostorek ?' |       | ?' Jan Kliment ?' Daniel Kavka ?' Jiří Fadrný |                        |  |
| Poznámky: Info o zápase |                                                                       |       |                                               |                        |  |

| 26. ledna 2013          | FC Velké Meziříčí | 5 – 2 | FC Vysočina Jihlava | Stadion U Tržiště |  |
| 10:00 CET               | ?                 |       | ?' Alois Zeman      |                   |  |
| Poznámky: Info o zápase |                   |       |                     |                   |  |

| 3. února 2013           | FC Vysočina Jihlava | 0 – 0 | SK Bystřice nad Pernštejnem | Stadion v Jiráskově ulici |  |
| 10:00 CET               |                     |       |                             |                           |  |
| Poznámky: Info o zápase |                     |       |                             |                           |  |

| 9. února 2013           | FC Vysočina Jihlava                                                       | 6 – 3 | SFK Vrchovina | Stadion Na Stoupách |  |
| 10:00 CET               | Adnan ?', ?' Luboš Košulič ?' Tarko Islamov ?' Daniel Kavka ?' ? ?' (vl.) |       | ?             |                     |  |
| Poznámky: Info o zápase |                                                                           |       |               |                     |  |

| 13. února 2013          | FC ŽĎAS Žďár nad Sázavou | 1 – 3 | FC Vysočina Jihlava                    | Stadion Bouchalky |  |
| 17:00 CET               | ?                        |       | ?', ?' Jindřich Kučera ?' Petar Gavrić |                   |  |
| Poznámky: Info o zápase |                          |       |                                        |                   |  |

| 16. února 2013          | FK Pardubice | 2 – 3 | FC Vysočina Jihlava                     | Stadion Pod Vinicí |  |
| 11:00 CET               | ?            |       | ?', ?' Jindřich Kučera ?' Martin Štancl |                    |  |
| Poznámky: Info o zápase |              |       |                                         |                    |  |

### Jarní část

#### Statistiky hráčů – jarní část
| Pozice | Jméno           | Zápasy |      | Národnost           |
| B      | Jan Hanuš       | 1      |      | Česko               |
| B      | Marek Kolář     | 1      |      | Česko               |
| B      | Jan Kotnour     | 4      |      | Česko               |
| B      | Martin Matiášek | 6      |      | Česko               |
| B      | Dalibor Rožník  | 6      |      | Slovensko           |
| Pozice | Jméno           | Zápasy | Góly | Národnost           |
| O      | Radek Cipruš    | 2      | 0    | Česko               |
| O      | Filip Dvořáček  | 2      | 0    | Česko               |
| O      | Jiří Fadrný     | 10     | 0    | Česko               |
| O      | Gabriel         | 2      | 0    | Brazílie            |
| O      | Tomáš Josl      | 1      | 0    | Česko               |
| O      | Lukáš Kryštůfek | 17     | 0    | Česko               |
| O      | Martin Marák    | 3      | 0    | Česko               |
| O      | Igor Obert      | 8      | 1    | Slovensko           |
| O      | Jan Šilinger    | 4      | 0    | Česko               |
| O      | Jan Urbánek     | 14     | 1    | Česko               |
| O      | Martin Vokoun   | 3      | 0    | Česko               |
| O      | Jan Vonásek     | 7      | 0    | Česko               |
| Z      | Miloslav Brabec | 0      | 0    | Česko               |
| Z      | Lukáš Hráček    | 0      | 0    | Česko               |
| Z      | Jan Kliment     | 4      | 3    | Česko               |
| Z      | David Klusák    | 2      | 0    | Česko               |
| Z      | Jan Kosak       | 4      | 4    | Česko               |
| Z      | Luboš Košulič   | 16     | 3    | Česko               |
| Z      | Jan Koudelka    | 16     | 1    | Česko               |
| Z      | Tomáš Kučera    | 4      | 2    | Česko               |
| Z      | Dominik Pedro   | 3      | 0    | Česko               |
| Z      | Ondřej Přibyl   | 0      | 0    | Česko               |
| Z      | Martin Štancl   | 11     | 0    | Česko               |
| Z      | Radim Šuta      | 17     | 0    | Česko               |
| Z      | Václav Tomeček  | 3      | 1    | Česko               |
| Z      | David Vacek     | 16     | 3    | Česko               |
| U      | Petr Císař      | 0      | 0    | Česko               |
| U      | Daniel Kavka    | 11     | 4    | Česko               |
| U      | Martin Kelbler  | 4      | 5    | Česko               |
| U      | Jindřich Kučera | 16     | 7    | Česko               |
| U      | Muris Mešanović | 6      | 6    | Bosna a Hercegovina |
| U      | Václav Vašíček  | 3      | 1    | Česko               |
| U      | Alois Zeman     | 9      | 0    | Česko               |

- hráči juniorského týmu bez jediného startu:
- trenéři: Pavel Procházka
- asistenti: Michal Veselý

#### Ligové zápasy (jaro)
| 18. kolo 19. února 2013 | FC Vysočina Jihlava | 1 – 4 | SK Slavia Praha                                               | Stadion Na Stoupách |  |
| 13:30 CET               | Jindřich Kučera 84' |       | 15' (pen.), 27' (pen.) Jiří Vondráček 68', 90' Marek Červenka | Diváci: 100         |  |
| Poznámky: Info o zápase |                     |       |                                                               |                     |  |

| 19. kolo 25. února 2013 | FK Dukla Praha                                              | 4 – 4 | FC Vysočina Jihlava                                         | Na Julisce |  |
| 14:00 CET               | Dominik Farkaš 8', 37' Ondřej Kotlík 23' Michal Jeřábek 41' |       | 64', 78' Daniel Kavka 56' Jindřich Kučera 62' Luboš Košulič | Diváci: 50 |  |
| Poznámky: Info o zápase |                                                             |       |                                                             |            |  |

| 20. kolo 5. března 2013 | FC Vysočina Jihlava | 1 – 0 | FK Mladá Boleslav | Stadion Na Stoupách |  |
| 14:30 CET               | Jan Koudelka 83'    |       |                   | Diváci: 80          |  |
| Poznámky: Info o zápase |                     |       |                   |                     |  |

| 21. kolo 11. března 2013 | FC Hradec Králové                                         | 3 – 0 | FC Vysočina Jihlava | Všesportovní stadion |  |
| 14:30 CET                | Daniel Kavka 29' (vl.) Jakub Krčál 50' Michael Hofman 87' |       |                     |                      |  |
| Poznámky: Info o zápase  |                                                           |       |                     |                      |  |

| 22. kolo 18. března 2013 | FC Baník Ostrava                          | 2 – 2 | FC Vysočina Jihlava  | Bazaly |  |
| 14:00 CET                | Michal Zeman 68' (pen.) Ondřej Pyclík 73' |       | 36', 89' Jan Kliment |        |  |
| Poznámky: Info o zápase  |                                           |       |                      |        |  |

| 23. kolo 26. března 2013 | FC Vysočina Jihlava | 1 – 4 | SK Sigma Olomouc                                                    | Stadion Na Stoupách |  |
| 15:00 CET                | Jan Kliment 17'     |       | 26' Jiří Texl 81' Marek Schmidt 87' Adam Ševčík 90' Jaroslav Svozil | Diváci: 50          |  |
| Poznámky: Info o zápase  |                     |       |                                                                     |                     |  |

| 24. kolo 1. dubna 2013  | FC Zbrojovka Brno | 1 – 1 | FC Vysočina Jihlava | Městský fotbalový stadion Srbská |  |
| 11:00 CET               | Karel Kroupa 32'  |       | 78' David Vacek     |                                  |  |
| Poznámky: Info o zápase |                   |       |                     |                                  |  |

| 25. kolo 9. dubna 2013  | FC Vysočina Jihlava                                          | 3 – 3 | FC Slovan Liberec                                            | Stadion Na Stoupách |  |
| 16:00 CET               | Luboš Košulič 8' Jindřich Kučera 32' Daniel Kavka 48' (pen.) |       | 6' Filip Kmoníček 45' Moustap Mouhamadou 90(+2)' Marek Patka | Diváci: 100         |  |
| Poznámky: Info o zápase |                                                              |       |                                                              |                     |  |

| 26. kolo 15. dubna 2013 | AC Sparta Praha                                                                               | 5 – 0 | FC Vysočina Jihlava | Tréninkové centrum Strahov |  |
| 13:00 CET               | Kirill Laptev 35' Tin Karamatić 39' Lukáš Juliš 50' Ondřej Měska 66' Jiří Miskovič 69' (pen.) |       |                     |                            |  |
| Poznámky: Info o zápase |                                                                                               |       |                     |                            |  |

| 27. kolo 23. dubna 2013 | FC Vysočina Jihlava                                       | 3 – 4 | FC Viktoria Plzeň                                                                  | Stadion Na Stoupách |  |
| 16:00 CET               | Michal Růžička 22' (vl.) Daniel Kavka 50' David Vacek 89' |       | 17' Marek Pernglau 20' Adam Beránek 47' Ondřej Chocholoušek 59' Mladen Veselinovič | Diváci: 100         |  |
| Poznámky: Info o zápase |                                                           |       |                                                                                    |                     |  |

| 28. kolo 29. dubna 2013 | Bohemians Praha 1905 | 1 – 3 | FC Vysočina Jihlava                       | Ďolíček |  |
| 17:00 CET               | Oliver Špilár 23'    |       | 48', 60' Muris Mešanović 58' Tomáš Kučera |         |  |
| Poznámky: Info o zápase |                      |       |                                           |         |  |

| 29. kolo 7. května 2013 | FC Vysočina Jihlava                                                           | 6 – 0 | FC MAS Táborsko | Stadion v Jiráskově ulici |  |
| 16:00 CET               | Muris Mešanović 2', 59' Jan Kosak 9', 84' David Vacek 22' Jindřich Kučera 77' |       |                 | Diváci: 100               |  |
| Poznámky: Info o zápase |                                                                               |       |                 |                           |  |

| 30. kolo 13. května 2013 | FK Teplice       | 1 – 3 | FC Vysočina Jihlava                               | Stadion Na Stínadlech |  |
| 17:00 CET                | Marek Strada 19' |       | 37' Jan Urbánek 53' Muris Mešanović 90' Jan Kosak |                       |  |
| Poznámky: Info o zápase  |                  |       |                                                   |                       |  |

| 31. kolo 21. května 2013 | FC Vysočina Jihlava                                                           | 5 – 2 | SK Dynamo České Budějovice          | Stadion Na Stínadlech |  |
| 13:00 CET                | Martin Kelbler 9', 68' Jindřich Kučera 17' Igor Obert 37' Muris Mešanović 56' |       | 75' David Radouch 86' Martin Slavík | Diváci: 80            |  |
| Poznámky: Info o zápase  |                                                                               |       |                                     |                       |  |

| 32. kolo 27. května 2013 | 1. FC Slovácko                                                      | 4 – 2 | FC Vysočina Jihlava              | Městský fotbalový stadion Miroslava Valenty |  |
| 17:00 CET                | Lukáš Kryštůfek 5' (vl.) Roman Haša 10', 65' (pen.) Jiří Skalák 20' |       | 26' Jan Kosak 39' Václav Vašíček | Diváci: 60                                  |  |
| Poznámky: Info o zápase  |                                                                     |       |                                  |                                             |  |

| 34. kolo 30. května 2013 | 1. FK Příbram                        | 2 – 4 | FC Vysočina Jihlava                                           | Na Litavce |  |
| 16:00 CET                | Radek Dejmek 13' Martin Macháček 38' |       | 60', 75' Martin Kelbler 2' Jindřich Kučera 79' Václav Tomeček |            |  |
| Poznámky: Info o zápase  |                                      |       |                                                               |            |  |

| 33. kolo 4. června 2013 | FC Vysočina Jihlava                                                       | 4 – 5 | FK Baumit Jablonec                                                    | Stadion v Jiráskově ulici |  |
| 13:00 CET               | Martin Kelbler 27' Tomáš Kučera 44' Jindřich Kučera 48' Luboš Košulič 55' |       | 10', 53' Miroslav Štemberk 64' (pen.) Radim Jurča 5' Michal Skwarczek | Diváci: 100               |  |
| Poznámky: Info o zápase |                                                                           |       |                                                                       |                           |  |

### Konečné umístění v lize
| Poř. | Tým                 | Z  | V  | R  | P  | VG | OG | B  |
| ---- | ------------------- | -- | -- | -- | -- | -- | -- | -- |
| 6.   | 1. FK Příbram       | 34 | 13 | 10 | 11 | 80 | 69 | 49 |
| 7.   | AC Sparta Praha     | 33 | 13 | 8  | 12 | 62 | 52 | 47 |
| 8.   | FK Mladá Boleslav   | 34 | 13 | 8  | 13 | 52 | 50 | 47 |
| 9.   | FC Vysočina Jihlava | 34 | 13 | 8  | 13 | 69 | 77 | 47 |
| 10.  | FC Viktoria Plzeň   | 34 | 12 | 10 | 12 | 59 | 60 | 46 |
| 11.  | 1. FC Slovácko      | 33 | 11 | 8  | 14 | 67 | 65 | 41 |
| 12.  | FC Slovan Liberec   | 33 | 8  | 16 | 9  | 62 | 72 | 40 |

Poznámky:
- Z = Odehrané zápasy; V = Vítězství; R = Remízy; P = Prohry; VG = Vstřelené góly; OG = Obdržené góly; B = Body

|  | FC Vysočina Jihlava |

## Klubová nej sezony
- po podzimní části

### "A" tým
- Nejlepší střelec - Stanislav Tecl (12)

- Nejlepší ligový střelec - Stanislav Tecl (10)

- Nejvíce startů - Ondřej Šourek, Petr Tlustý, Lukáš Masopust, Lukáš Vaculík (19)

- Nejvyšší výhra - 3:1 (nad FK AS Trenčín a FK Mladá Boleslav)

- Nejvyšší ligová výhra - 3:1 (nad FK Mladá Boleslav)

- Nejvyšší prohra - 1:5 (v FC Zbrojovka Brno)

- Nejvíce gólů v zápase - 6 (na SK Slavia Praha (3:3) a v FC Zbrojovka Brno (1:5))

- Nejvíce gólů v ligovém zápase - 6 (na SK Slavia Praha (3:3) a v FC Zbrojovka Brno (1:5))

- Nejvyšší domácí návštěva - 4150 (s FC Viktoria Plzeň)

- Nejnižší domácí návštěva - 2890 (s SK Dynamo České Budějovice)

### Juniorský tým
- Nejlepší střelec - Daniel Kavka (7)

- Nejvíce startů - Jan Urbánek (16)

- Nejvyšší výhra - 4:2 (nad 1. FC Slovácko)

- Nejvyšší prohra - 0:5 (v FK Baumit Jablonec)

- Nejvíce gólů v zápase - 8 (v FC Slovan Liberec 3:5)